# Latillé
Latillé és un municipi francès situat al departament de la Viena i a la regió de la Nova Aquitània. L'any 2007 tenia 1.425 habitants.

## Demografia

### Població
El 2007 la població de fet de Latillé era de 1.425 persones. Hi havia 596 famílies de les quals 192 eren unipersonals (112 homes vivint sols i 80 dones vivint soles), 192 parelles sense fills, 172 parelles amb fills i 40 famílies monoparentals amb fills.
La població ha evolucionat segons el següent gràfic:
Habitants censats

### Habitatges
El 2007 hi havia 701 habitatges, 599 eren l'habitatge principal de la família, 41 eren segones residències i 61 estaven desocupats. 634 eren cases i 61 eren apartaments. Dels 599 habitatges principals, 375 estaven ocupats pels seus propietaris, 214 estaven llogats i ocupats pels llogaters i 10 estaven cedits a títol gratuït; 3 tenien una cambra, 57 en tenien dues, 111 en tenien tres, 207 en tenien quatre i 221 en tenien cinc o més. 474 habitatges disposaven pel capbaix d'una plaça de pàrquing. A 268 habitatges hi havia un automòbil i a 272 n'hi havia dos o més.

### Piràmide de població
La piràmide de població per edats i sexe el 2009 era:
| Homes | Edats   | Dones |
| ----- | ------- | ----- |
| 0     | 95 o +  | 0     |
| 0     | 90 a 94 | 12    |
| 20    | 85 a 89 | 28    |
| 16    | 80 a 84 | 28    |
| 28    | 75 a 79 | 40    |
| 40    | 70 a 74 | 48    |
| 20    | 65 a 69 | 36    |
| 32    | 60 a 64 | 32    |
| 36    | 55 a 59 | 24    |
| 36    | 50 a 54 | 24    |
| 68    | 45 a 49 | 40    |
| 68    | 40 a 44 | 52    |
| 28    | 35 a 39 | 64    |
| 36    | 30 a 34 | 36    |
| 48    | 25 a 29 | 40    |
| 24    | 20 a 24 | 20    |
| 56    | 15 a 19 | 52    |
| 20    | 10 a 14 | 52    |
| 32    | 5 a 9   | 56    |
| 28    | 0 a 4   | 40    |

## Economia
El 2007 la població en edat de treballar era de 842 persones, 636 eren actives i 206 eren inactives. De les 636 persones actives 595 estaven ocupades (321 homes i 274 dones) i 41 estaven aturades (14 homes i 27 dones). De les 206 persones inactives 67 estaven jubilades, 69 estaven estudiant i 70 estaven classificades com a «altres inactius».

### Ingressos
El 2009 a Latillé hi havia 611 unitats fiscals que integraven 1.445,5 persones, la mediana anual d'ingressos fiscals per persona era de 16.330 €.

### Activitats econòmiques
Dels 51 establiments que hi havia el 2007, 1 era d'una empresa extractiva, 2 d'empreses alimentàries, 8 d'empreses de construcció, 12 d'empreses de comerç i reparació d'automòbils, 4 d'empreses de transport, 5 d'empreses d'hostatgeria i restauració, 2 d'empreses financeres, 2 d'empreses immobiliàries, 4 d'empreses de serveis, 7 d'entitats de l'administració pública i 4 d'empreses classificades com a «altres activitats de serveis».
Dels 19 establiments de servei als particulars que hi havia el 2009, 1 era una oficina de correu, 1 una oficina bancària, 1 funerària, 2 tallers de reparació d'automòbils i de material agrícola, 1 autoescola, 2 paletes, 2 guixaires pintors, 1 fusteria, 1 lampisteria, 1 electricista, 2 perruqueries, 3 restaurants i 1 tintoreria.
Dels 6 establiments comercials que hi havia el 2009, 1 era una botiga de més de 120 m², 2 fleques, 1 una carnisseria, 1 una botiga d'equipament de la llar i 1 un drogueria.
L'any 2000 a Latillé hi havia 34 explotacions agrícoles que ocupaven un total de 2.268 hectàrees.

## Equipaments sanitaris i escolars
L'únic equipament sanitari que hi havia el 2009 era una farmàcia.
El 2009 hi havia 1 escola maternal i 1 escola elemental. Latillé disposava d'un col·legi d'educació secundària amb 403 alumnes.

## Poblacions més properes
El següent diagrama mostra les poblacions més properes.